# Ларсен, Филип
Фи́лип Э́льзер Гаде́ Ла́рсен (дат. Philip Elzer Gade Larsen; 7 декабря 1989, Эсбьерг, Дания) — датский хоккеист, защитник датского клуба «Эсбьерг».

## Карьера

### Клубная карьера
Ларсен начал свою карьеру в молодёжной команде «Эсбьерга», где он выступал до 2005 года. После этого Филип переехал в «Рёгле», в котором он дебютировал в Аллсвенскане, втором шведском дивизионе. Уже после года игры за «Рёгле» Ларсен подписал контракт с клубом «Фрёлунда». В молодёжной команде «Фрёлунды» Филип становился победителем чемпионата Швеции до 20-и лет два года подряд (2007 и 2008). Кроме того, он периодически выступал во взрослой команде в Элитной серии. В сезоне 2007/08 Ларсен на правах аренды выступал за «Бурос», где в 24-х матчах набрал 10 очков. На драфте НХЛ 2008 года он был выбран в 5 раунде под общим 149-м номером клубом «Даллас Старз». Ларсен остался на два года во «Фрёлунде», где стал крепким игроком основы.
После окончания сезона 2009/10 в Швеции Ларсен дебютировал в Национальной хоккейной лиге за «Даллас». В сезоне 2010/11 он в основном играл за «Техас Старз», фарм-клуб «Далласа» в АХЛ. Также Филип сыграл ещё шесть матчей в НХЛ, в которых отдал две результативные передачи. В сезоне 2011/12 Ларсен сумел закрепиться в «Далласе», отыграв уже 55 матчей в регулярном чемпионате НХЛ. 21 января 2012 года Филип забросил первую шайбу в НХЛ, отличившись в матче с «Миннесотой».
В сезоне 2012/13 на период локаута Ларсен выступал в клубе СМ-Лиги «Лукко».
4 марта 2022 года ХК «Салават Юлаев» сделал заявление о том, что Филип покидает клуб. Контракт расторгнут по обоюдному соглашению сторон. 9 июня 2022 года подписал контракт с датским клубом «Эсбьерг».

### Международная карьера
За сборную Дании Ларсен выступал в разных дивизионах на юниорском чемпионате мира (2006) и на молодёжных чемпионатах мира (2006, 2007, 2008, 2009). За основную сборную Филип принимал участие в пяти чемпионатах мира — 2009, 2010, 2012, 2013 и 2014. Также Ларсен выступал в квалификационном турнире Зимних Олимпийских игр в Ванкувере, но вместе с командой так и не сумел отобраться на Игры.

## Статистика
| Легенда | Легенда                    | Легенда | Легенда                   | Легенда | Легенда    |
| ------- | -------------------------- | ------- | ------------------------- | ------- | ---------- |
| И       | Количество проведённых игр | Штр     | Штрафное время            | +/−     | Плюс-минус |
| Г       | Голы                       | П       | Голевые передачи          | О       | Очки       |
| -       | Статистика неизвестна      | —       | Статистика не учитывалась |         |            |

### Клубная карьера
- a В «Плей-офф» учитывается статистика игрока в Квалификационном турнире.

## Достижения

### Командные
Юниорская карьера
| Год        | Команда      | Достижение                                   | Достижение |
| ---------- | ------------ | -------------------------------------------- | ---------- |
| 2007, 2008 | Фрёлунда U20 | Победитель молодёжного чемпионата Швеции (2) |            |

Международные
| Год  | Команда      | Достижение                                                          | Достижение |
| ---- | ------------ | ------------------------------------------------------------------- | ---------- |
| 2007 | Дания (мол.) | Победитель Первого дивизиона молодёжного чемпионата мира (Группа А) |            |

### Личные
КХЛ
| Год        | Команда       | Достижение                        | Достижение |
| ---------- | ------------- | --------------------------------- | ---------- |
| 2016       | Йокерит       | Участник Матча всех звёзд КХЛ (3) |            |
| 2018, 2019 | Салават Юлаев | Участник Матча всех звёзд КХЛ (3) |            |

Международные
| Год  | Команда        | Достижение                                                              | Достижение |
| ---- | -------------- | ----------------------------------------------------------------------- | ---------- |
| 2006 | Дания (юниор.) | Лучший защитник Первого дивизиона юниорского чемпионата мира (Группа B) |            |

Другие
| Год  | Достижение            | Достижение |
| ---- | --------------------- | ---------- |
| 2014 | Защитник года в Дании |            |